# Черкизово (станция)
Черки́зово — железнодорожная станция Малого кольца Московской железной дороги в Москве. 
Станция входит в Московско-Курский центр организации работы железнодорожных станций ДЦС-1 Московской дирекции управления движением. По основному характеру работы является грузовой, по объёму работы отнесена к 2-му классу. Исторический павильон станции и низкая платформа для пассажирского сообщения не применяется. На станции расположена платформа МЦК Локомотив и Восточный вокзал (проектное название: Черкизовский; открыт 29 мая 2021 года).

## Описание
Располагается между Черкизовским парком и промзоной на западе Гольянова (в Колошино), в непосредственной близости от станции метро «Черкизовская». Над южной горловиной станции находится Щёлковский путепровод (сооружён в 1969 году), которым Большая Черкизовская улица соединяется со Щёлковским шоссе.

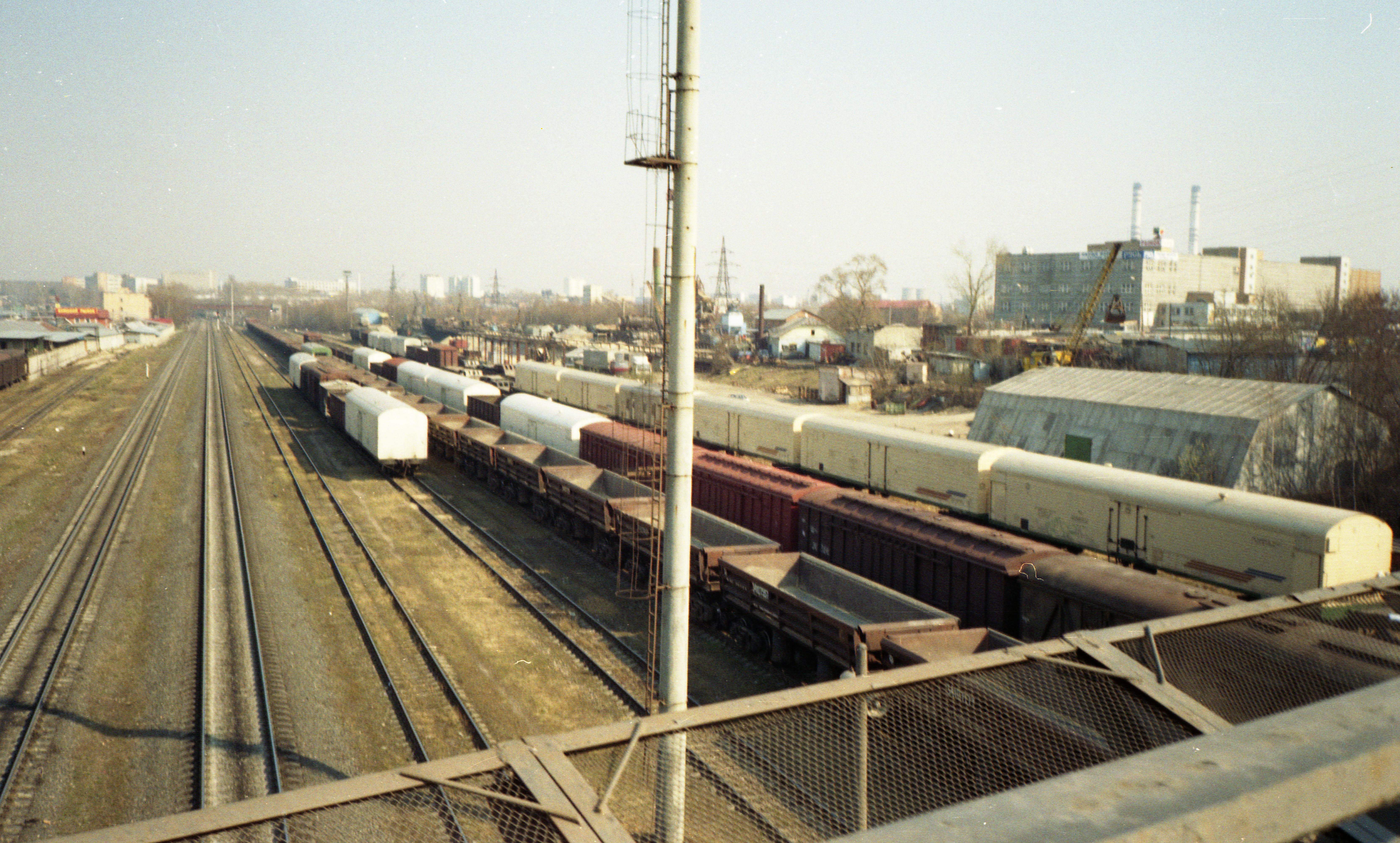
Общий вид станции Черкизово, 2002 г.

2 мая 2014 года станция закрыта для грузовой работы по параграфам 8н, 10н Тарифного руководства № 4. Осталась работа по параграфу 3.

## Ответвления
От станции отходят крупные ветки к ТЭЦ-23 и Черкизовскому заводу Метростроя, а также путь к комплексу Электрозавода (на берегу Яузы). Большая часть грузопотока обеспечивалась бетонным заводом, примыкающим к станции с севера (около 2020 года снесен в связи с постройкой Восточного вокзала, и объём грузовой работы сократился до минимума). Куст путей к южной части Калошинской промзоны отрезан от станции в связи со строительством Северо-Восточной хорды и в начале 2020-х практически разобран, а промзона - сносится.

## Архитектура
Сохранена казарма начала XX века55°48′24″ с. ш. 37°44′42″ в. д.
  Объект культурного наследия народов РФ регионального значения. Рег. № 771610678460005 (ЕГРОКН). Объект № 7731263000 (БД Викигида)

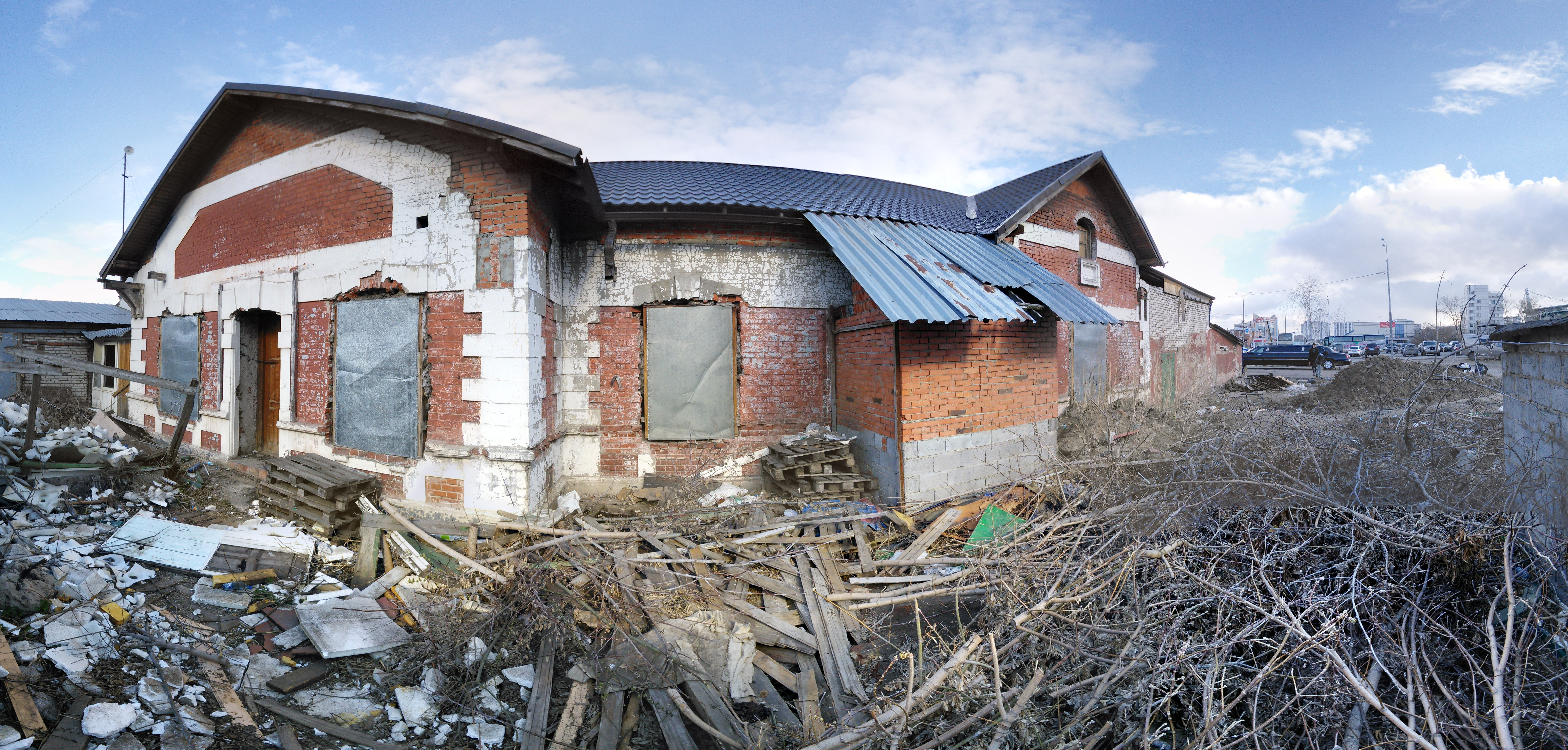
Бывшая путевая казарма, апрель 2015 г.

С начала 2000-х по 2014 год кирпичное здание вокзала находилось внутри сооружений рынка. При расширении станции для пуска МЦК рынок был разобран, а здание вокзала55°48′18″ с. ш. 37°44′44″ в. д. оставлено. Вокзал был снесён 13 мая 2021 г.

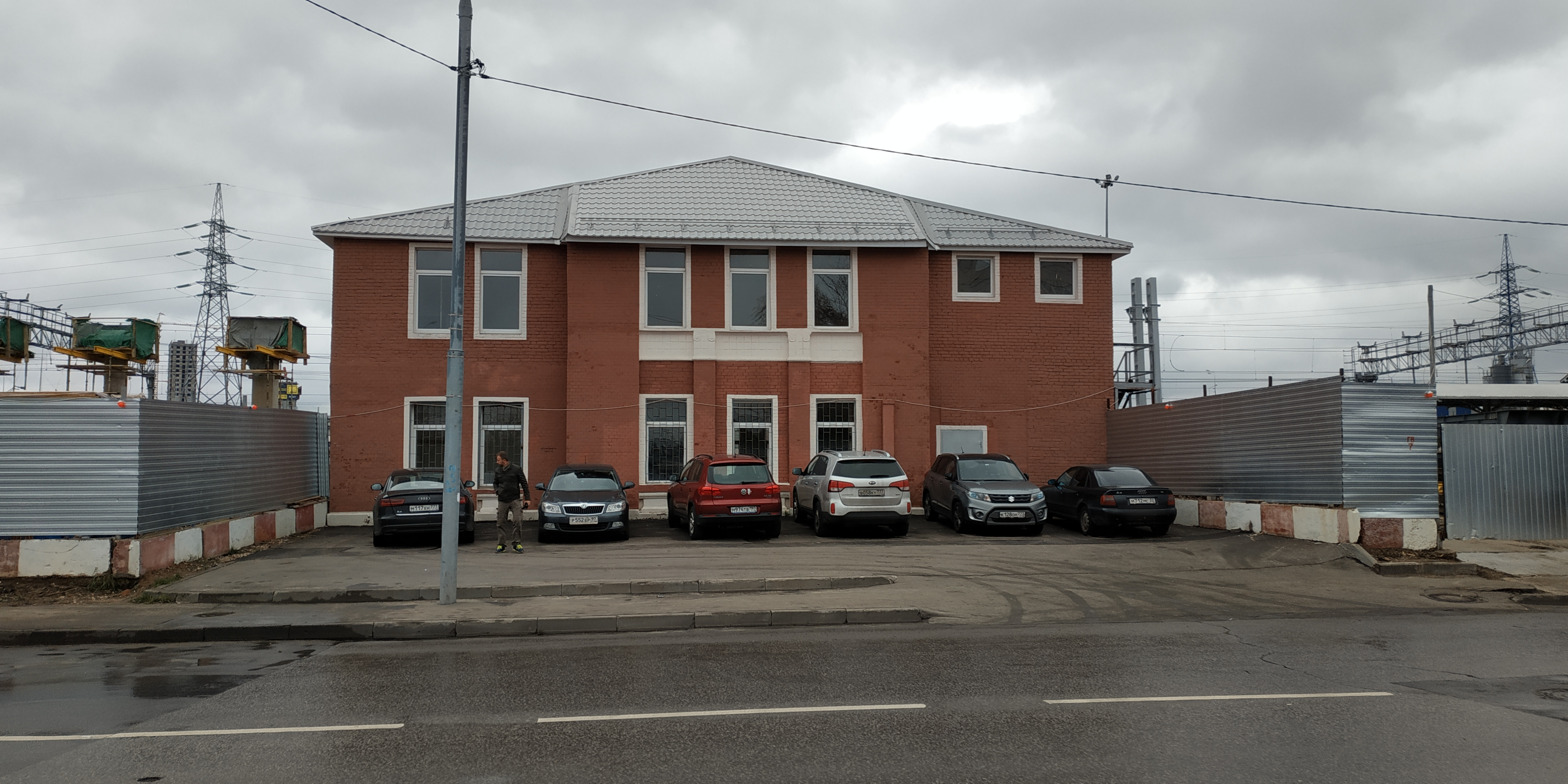
Старое здание вокзала Черкизово, 2018 г.